# Klooster Devič

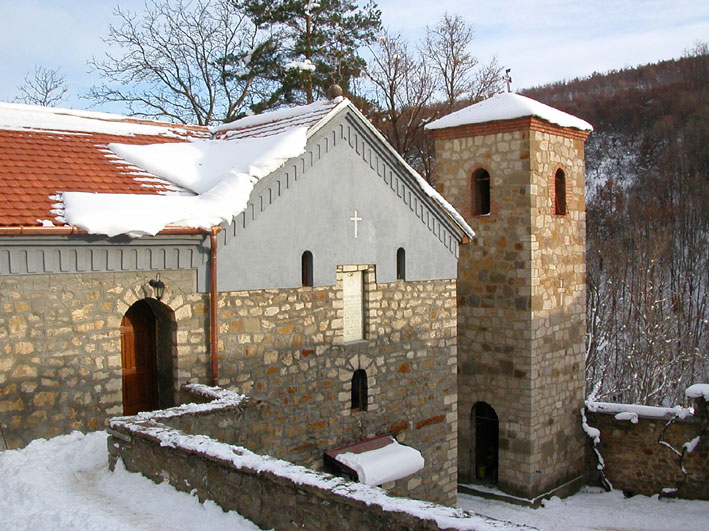
Klooster Devič

Het Klooster Devič (Servisch: Манастир Девич, Manastir Devič) is een Servisch-orthodox klooster gelegen in Kosovo. Het ligt in de gemeente Srbica. Volgens traditie, werd het gesticht door heerser Đurađ Branković in het begin van de 15e eeuw. Het klooster is toegewijd aan de heilige Sint Joannicius van Devič.
Tijdens de Turkse overheersing werd het klooster afgebroken, maar in 1578 werden de kerk en het graf van St. Joannicius herbouwd. Tijdens de Tweede Wereldoorlog werd het klooster afgebroken door Albanese troepen, en prior Damaskin Bošković werd gedood. Italiaanse troepen namen in 1942 de twee grote kerkklokken mee. In 1947 werd het gebouw herbouwd.
In 1999 was het gebouw doelwit van het UÇK, een etnisch Albanese paramilitie. Het werd continu bewaakt door Franse KFOR troepen.
Op 18 maart 2004 werden de monialen in veiligheid gebracht door Deense KFOR troepen. Hierop werd het gebouw geplunderd en in brand gestoken.

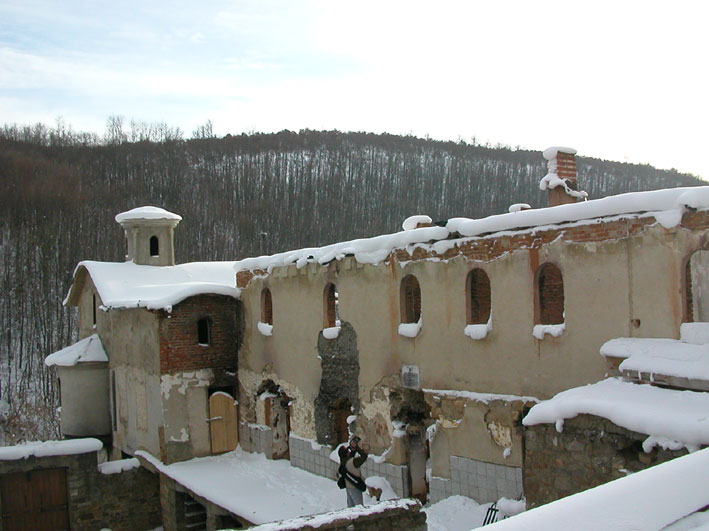
Klooster Devič in 2004 nadat het was afgebrand
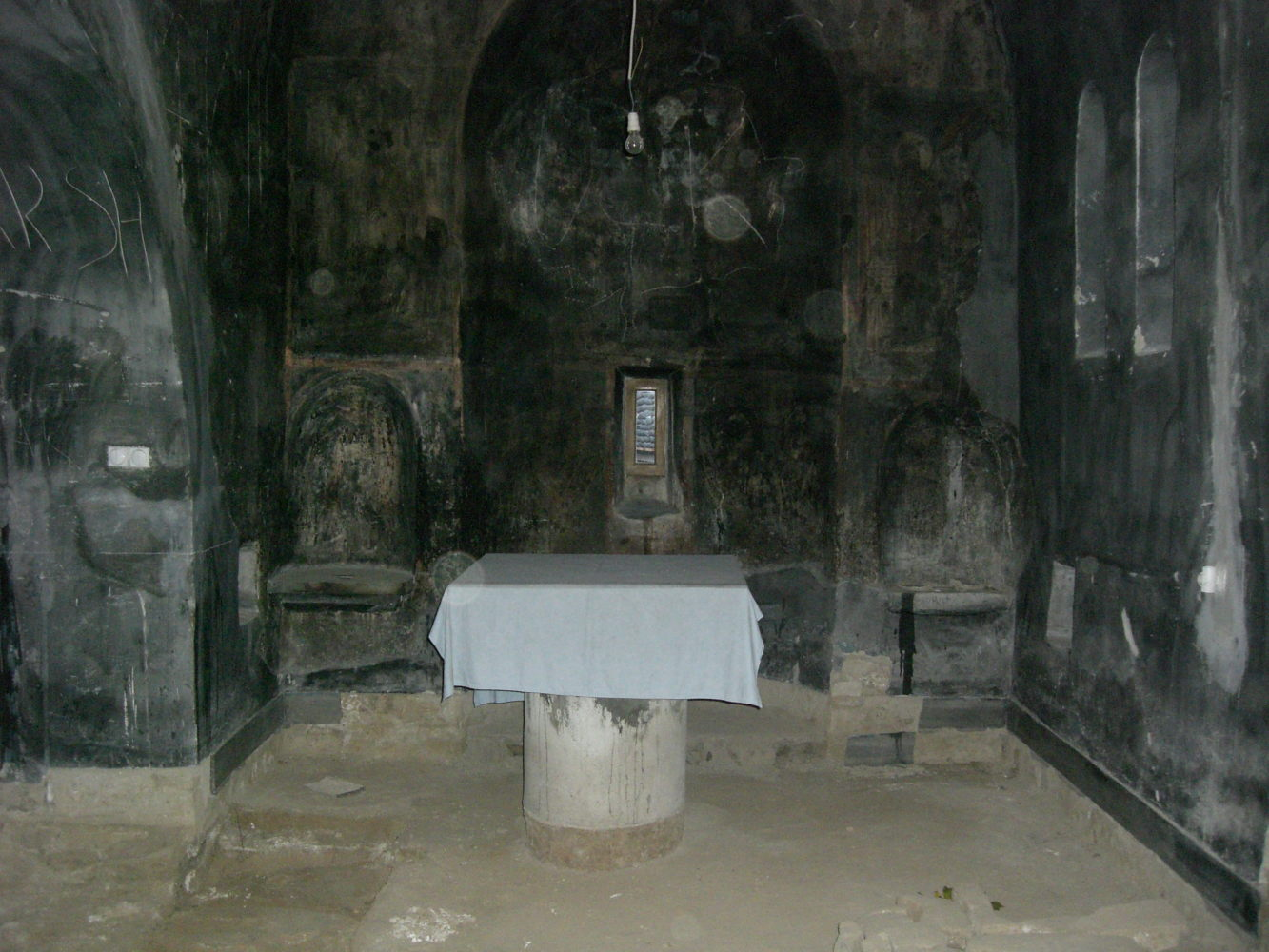
Uitgebrand interieur, met UÇK markeringen op de muren.
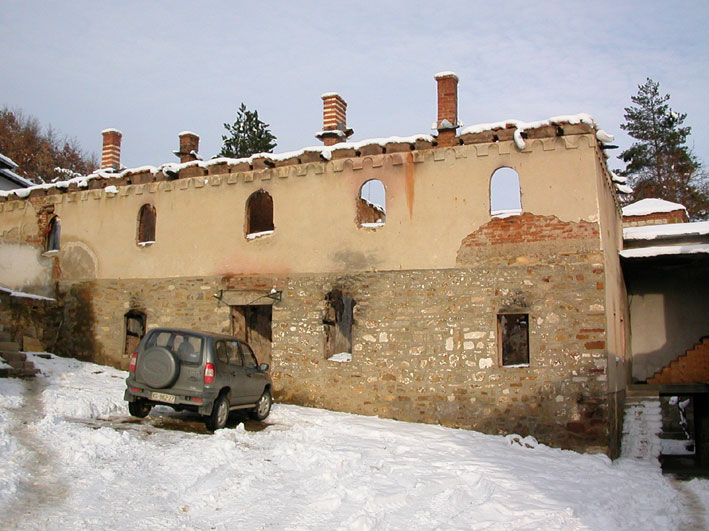